# Pearse Peninsula
Pearse Peninsula är en halvö i Kanada.   Den ligger i Regional District of Mount Waddington och provinsen British Columbia, i den sydvästra delen av landet, 3 700 km väster om huvudstaden Ottawa. Pearse Peninsula ligger på ön Broughton Island.
I omgivningarna runt Pearse Peninsula växer i huvudsak barrskog. Trakten runt Pearse Peninsula är nära nog obefolkad, med mindre än två invånare per kvadratkilometer.